# Zvonek (ptáci)
Zvonek (Chloris) je rod pěvců z čeledi pěnkavovitých. Tito malí ptáci mají eurasijské rozšíření s výjimkou zvonka zeleného, který se přirozeně vyskytuje i v severní Africe. Všichni zástupci rodu Chloris mají statné zobáky a žluté skvrny na křídlech. V Česku se vyskytuje jediný druh zvonka, a sice zvonek zelený.
Zvonci byli původně řazeni do rodu Carduelis, nicméně molekulární data ukázala, že zvonci tvoří monofyletickou skupinu, která není úzce příbuzná s kladem Carduelis a spíše se jedná o sesterskou skupinu kladu zahrnující hýla černozobého (Rhodospiza obsoleta) a stehlíkovce dlaskovitého (Rhynchostruthus socotranus). Zvonci byli proto z rodu Carduelis vyjmuti a přeřazeni do kdysi zavrženého rodu Chloris. Tento rod vytyčil již francouzský přírodovědec Georges Cuvier v roce 1800 se zvonkem zeleným coby typovým druhem. Rozeznává se následujících 6 druhů rodu Chloris:
| Obrázek | Vědecké jméno       | Obecné jméno      | Rozšíření                                                                                           |
| ------- | ------------------- | ----------------- | --------------------------------------------------------------------------------------------------- |
|         | Chloris ambigua     | zvonek černohlavý | Jün-nan, severní Laos, východní Myanmar a přilehlé oblasti Vietnamu, Thajsko a severovýchodní Indie |
|         | Chloris chloris     | zvonek zelený     | Evropa, severní Afrika a střední Asie                                                               |
|         | Chloris sinica      | zvonek čínský     | východní Asie                                                                                       |
|         | Chloris kittlitzi   |                   | Boninské ostrovy                                                                                    |
|         | Chloris monguilloti | zvonek vietnamský | jižní Vietnam                                                                                       |
|         | Chloris spinoides   | zvonek žlutoprsý  | sever Indického subkontinentu                                                                       |